# Phebellia latipalpis
Phebellia latipalpis là một loài ruồi trong họ Tachinidae.